# Crows Landing (Kalifornija)
Crows Landing je naseljeno područje za statističke svrhe u američkoj saveznoj državi Kalifornija. Prema popisu stanovništva iz 2010. u njemu je živjelo 355 stanovnika.